# Паротія
Паротія (Parotia) — рід горобцеподібних птахів родини дивоптахових (Paradisaeidae). Містить 6 видів, що поширені лише в Новій Гвінеї. Мешкають у субальпійських тропічних лісах з переважанням широколистяних дерев.

## Опис
Птахи середній розмірів, 25-32 см завдовжки. Серед інших дивоптахових вирізняються тим, що у самця за кожним оком є по три характерних видовжених пера у формі шпателя.

## Види
- Паротія чорна, Parotia sefilata
- Паротія королівська, Parotia carolae
- Паротія фойська, Parotia berlepschi
- Паротія східна, Parotia lawesii
- Паротія рогата, Parotia helenae
- Паротія велика, Parotia wahnesi